# Bél-šar-usur
Bél-šar-usur, známější jako Belšazar (také Belšasar, Belsazar, Balsazar či Bél-šarra-usur) byl korunní princ a syn posledního novobabylonského krále Nabonida. Žil v polovině 6. století př. Kr. a od čtvrtého roku vlády svého otce byl zapojován do výkonu vladařských povinností. Měl se po svém otci stát králem, k čemuž ale kvůli perské expanzi nedošlo.

## Problémy v říši
Belsazarův otec měl mnoho nepřátel, kteří usilovali o jeho pád. Babylónské kněžstvo boha Marduka stálo v opozici, zřejmě kvůli zanedbávání Mardukova kultu, a v říši navíc panovala ekonomická nestabilita. Nabonid tyto problémy zanedbával a raději odešel z Babylónu. Nechal si postavit nový palác v oáze Tajmá, ve kterém od té chvíle sídlil. V Babylónu za něj řídil státní povinnosti princ Belsazar. Mezitím však perský král Kýros II. porazil médského krále Astyaga, kterému do té doby byl vazalem, a také dobyl hlavní médské město Ekbatanu. Roku 546 př. Kr. dobyl též Lýdii a krátce poté lýdské město Sardy. Nabonid se ze strachu před Kýrem vrátil do Babylónu. Když však Peršané zaútočili na Mezopotámii, její obyvatelé je naopak vítali a otevírali jim brány. Nabonida zajali, avšak není jisté, co s ním provedli dále. Co se stalo s Belsazarem, není známo.

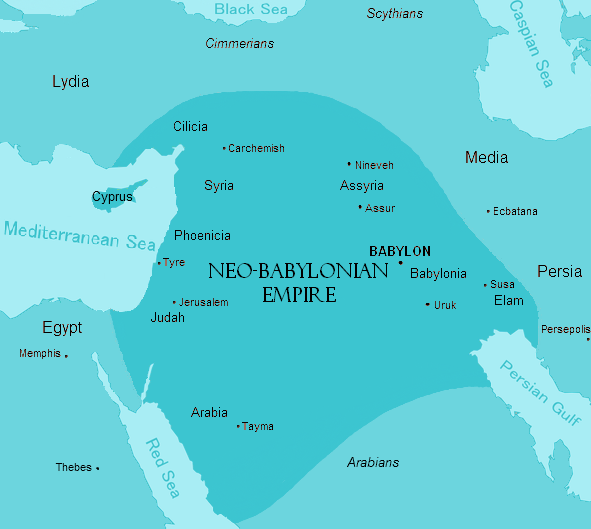
Mapa Novobabylónské říše krátce před zánikem v roce 539 př. Kr.

## Nabonida Belsazar vBibli
Starozákonní Kniha Daniel zmiňuje oba vládce, otce i syna. Belsazarovi připisuje nestřídmost a aroganci před Hospodinem, když rozkázal pít ze zlatého a stříbrného nádobí, které jeho předchůdce (v Bibli: otec) Nabuchodonozor (Nebukadnesar II.) vynesl z jeruzalémského Chrámu.
5. kapitola starozákonní knihy Daniel popisuje, jak se během opulentní slavnosti zjevily lidské prsty, které na zeď napsaly jakési nesrozumitelné znaky. Žádní kejklíři ani hvězdopravci nedokázali jejich smysl králi vysvětlit, až přišel prorok Daniel, který je rozšifroval.
| „                                   | A totoť jest písmo napsané: Mene, mene, tekel, ufarsin, [totiž: Zčetl jsem, zčetl, zvážil a rozděluji.] Tento pak jest výklad slov: Mene, zčetl Bůh království tvé, a k konci je přivedl. Tekel, zvážen jsi na váze, a nalezen jsi lehký. Peres, rozděleno jest království tvé, a dáno jest Médským a Perským. Tedy z rozkazu Balsazarova oblékli Daniele v šarlat, a řetěz zlatý dali na hrdlo jeho, a rozhlašovali o něm, že má býti pánem třetím v království. V touž noc zabit jest Balsazar král Kaldejský. Darius pak Médský ujal království v letech okolo šedesáti a dvou. | “ |
| — Bible kralická, Daniel 5, 25 - 31 | |   |

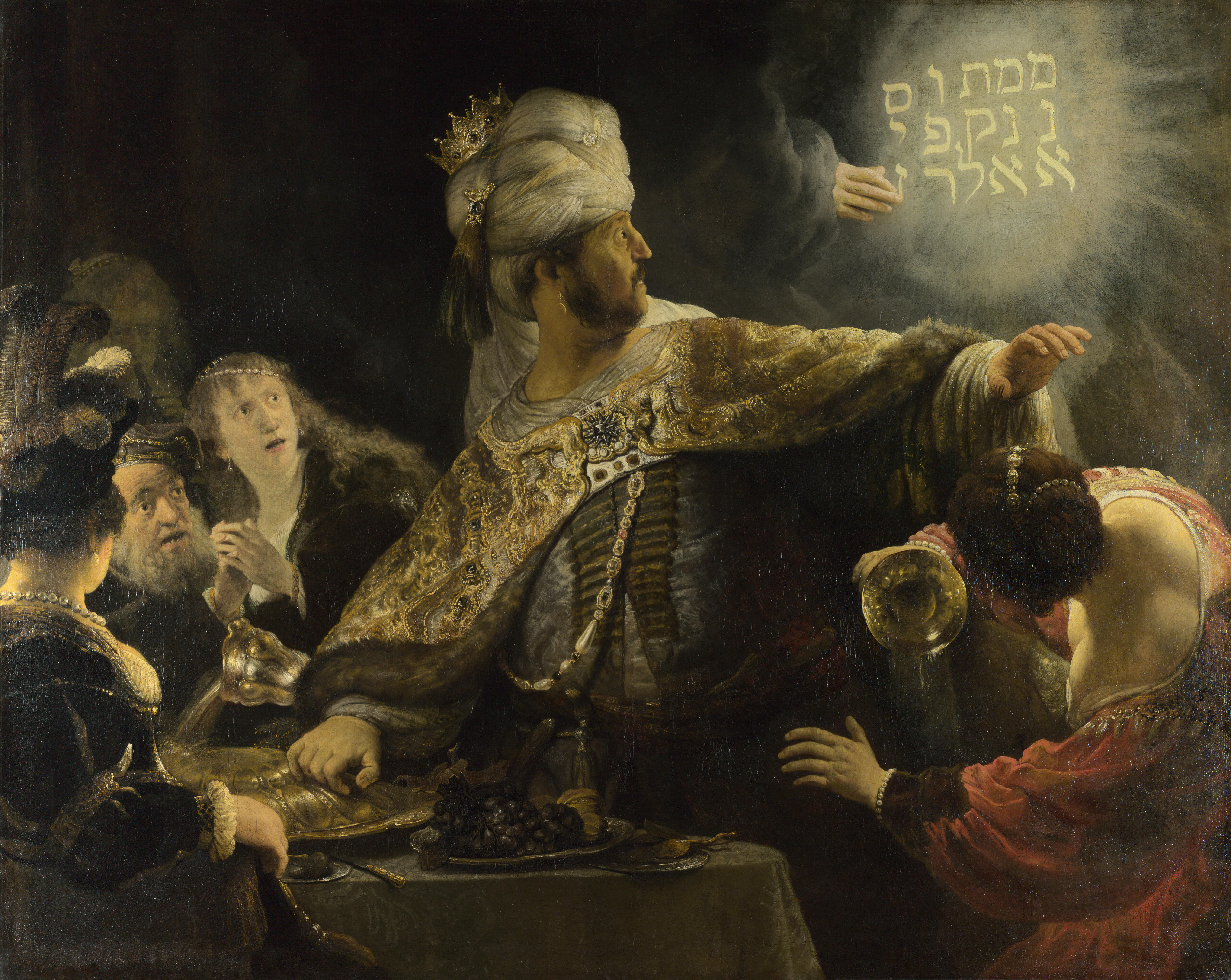
Belsazarova hostina („Mene, mene, tekel, ufarsin“)

Historicky vzato není vůbec známo, co se s Belsazarem po pádu Novobabylonské říše stalo, ale předpokládá se, že padl. Starozákonní prorok Daniel, který působil na babylónském dvoře již od dob krále Nebukadnesara II., předpověděl Belsazarovi smrt. Poté, co roku 539 př. Kr. Novobabylónská říše zanikla, se vlády nad Babylónem ujal Dareios Médský, jehož existence není prozatím jinými historickými prameny doložena. Avšak i v případě samotného Belsazara nebyla jeho totožnost dlouho známa a byl pokládán za fiktivní postavu a výmysl pisatele biblické knihy Daniel.
Téma Belsazarovy hostiny se promítlo také do umění. Nizozemský malíř Rembrandt Harmenszoon van Rijn vytvořil velice známý obraz Belsazarova hostina a Robert Schumann napsal skladbu Belsatzar (Op. 57).

## Možné podoby jména
V různých překladech Bible a také v odborné literatuře se uvádí různé podoby Belšazarova jména.

### České překlady Bible
- Bible kralická: Balsazar [6]
- Jeruzalémská bible: Baltazar [7]
- Bible 21: Belšasar [8]
- Český ekumenický překlad: Belšasar [9]
- Překlad nového světa: Belšacar [10]

### Cizí překladyBible
- Nova Vulgata: Balthasar [11]
- King James Version (Bible krále Jakuba): Belshazzar [12]
- American Standard Version: Belshazzar [13] (stejné jako v Bibli krále Jakuba)
- Slovenský katolický překlad: Baltazár [14]
- Překlad Károli Gáspára (první kompletní překlad Bible do maďarštiny): Belsazár [15]
- Německý překlad Bible Martina Luthera: Belsazer [16]

### Česká odborná a slovníková literatura
- 3. díl Ottova slovníku naučného obsahuje heslo "Belšazar", které odkazuje na heslo "Baltazar". Heslo "Baltazar" říká: B., hebr. Belšazar (z. assyr. Bel-šar-usur = Bel krále chraň), poslední babylónský král a dle nejnovějších výzkumů písma klínového syn a spoluvládce Nabonidův (nikoliv Nebukadnezarův), jak udáno u Dan. 5., 13., kde B. jen v nevlastním smyslu nazývá tohoto >otcem< maje vnučku jeho za choť)… atd. [17]

- Vysokoškolská učebnice Dějiny Mezopotámie  od autorů Nováková, Pecha a Rahman: Bél-šar-usur [18]